# Liste der Vizegouverneure von Maryland
Das Amt des Vizegouverneurs wurde im US-Bundesstaat Maryland erstmals im Jahr 1865 eingerichtet, nach einer Verfassungsänderung aber bereits zwei Jahre später wieder abgeschafft. Seit 1970 sieht die Verfassung des Staates diese Position wieder als Vertreter des Gouverneurs vor.
| Name                      | Amtszeit  | Partei       |
| ------------------------- | --------- | ------------ |
| Christopher C. Cox        | 1865–1868 | Unionist     |
| Amt abgeschafft           |           |              |
| Blair Lee                 | 1971–1979 | Demokrat     |
| Samuel Walter Bogley      | 1979–1982 | Demokrat     |
| J. Joseph Curran          | 1983–1987 | Demokrat     |
| Melvin A. Steinberg       | 1987–1995 | Demokrat     |
| Kathleen Kennedy Townsend | 1995–2003 | Demokrat     |
| Michael Stephen Steele    | 2003–2007 | Republikaner |
| Anthony Gregory Brown     | 2007–2015 | Demokrat     |
| Boyd Kevin Rutherford     | 2015–2023 | Republikaner |
| Aruna Miller              | seit 2023 | Demokrat     |